# Takayama
Pour les articles homonymes, voir Takayama (homonymie).
Takayama (高山市, Takayama-shi) ou Hida-Takayama (飛騨高山) est une ville située dans la préfecture de Gifu, au Japon. Du fait de ses nombreux monuments historiques, elle est surnommée la « petite Kyoto ».

## Toponymie
« Takayama » signifie littéralement « haute montagne », un toponyme qui traduit la situation géographique de la ville, sise dans les Alpes japonaises.

## Géographie

### Topographie
Takayama est entourée par des montagnes qui culminent aux alentours des 3 000 m : les monts Norikura, Yari et Hotaka à l'est, le mont Haku à l'ouest et le mont Ontake au sud.

### Démographie
En octobre 2022, la ville de Takayama avait une population de 84 626 habitants répartis sur une superficie de 2 177,67 km2 (densité de population 39 hab./km2).

### Climat
La plus grande particularité du climat de Takayama est la différence importante des températures entre le jour et la nuit (surtout pendant l'hiver). Durant la saison froide, il y a de grosses chutes de neige ; de plus, les températures descendent souvent en dessous des -15 °C. L'été est chaud et très humide.

## Histoire

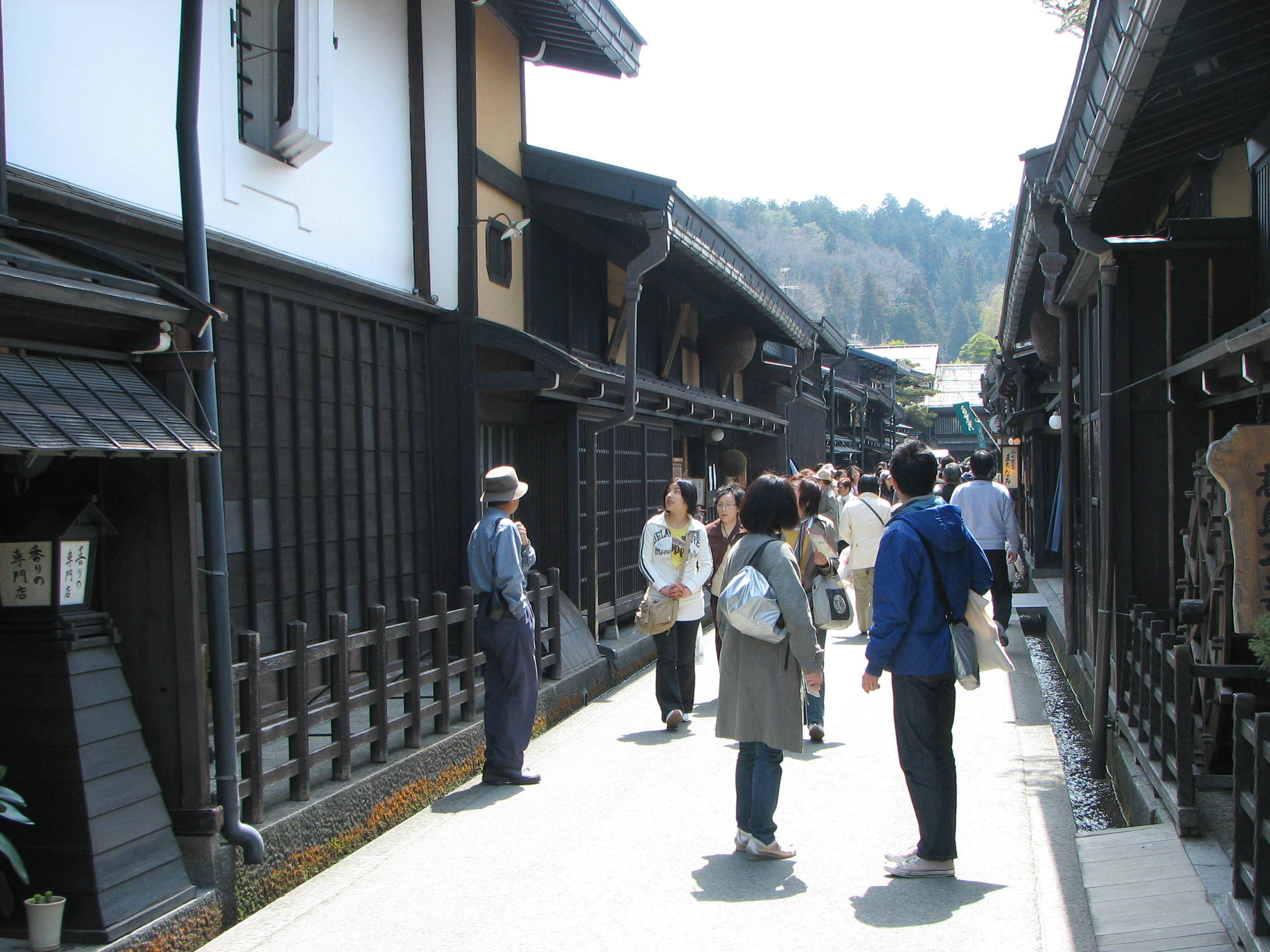
Rue du quartier Sanmachi.

Les alentours de Takayama sont habités depuis la période Jōmon il y a environ 8 000 ans. Elle est devenue la capitale de l'ancienne province japonaise de Hida. La ville est réputée pour le travail du bois. Ses charpentiers (parmi les meilleurs du Japon) ont contribué à la construction des anciennes capitales impériales : Nara et Kyōto. L'origine de ces charpentiers vient du fait que la ville ne pouvant pas payer d'impôts en riz, à cause du climat qui diminue la production, le gouvernement exigea que ses ouvriers participent à des chantiers de construction dans tout le pays.
Au cours du XVIe siècle, la ville se dota d'un château dont la construction fut ordonnée par Takayama Geki. Il fut détruit en 1695 par le clan Tokugawa, mais ses ruines se trouvent maintenant sous le parc Shiroyama.
La ville de Takayama a été officiellement fondée le 1er novembre 1936.
Le 1er février 2005, neuf villes et villages du district d'Ono et du district de Yoshiki (qui n'existe plus depuis cette date) ont fusionné, ce qui a considérablement étendu la ville. Les communes qui ont fusionné sont Asahi, Kiyomi, Kuguno, Miya, Nyukawa, Shokawa, Takane, Kamitakara et Kokufu.

## Jumelages
Takayama est jumelée avec les villes de :
- Denver, Colorado, États-Unis ;
- Matsumoto, Japon.

Takayama est en coopération avec les villes de :
- Hiratsuka (depuis le 22 octobre 1982) ;
- Takefu ;
- Kaminoyama (depuis le 13 octobre 1988).

## Patrimoine culturel

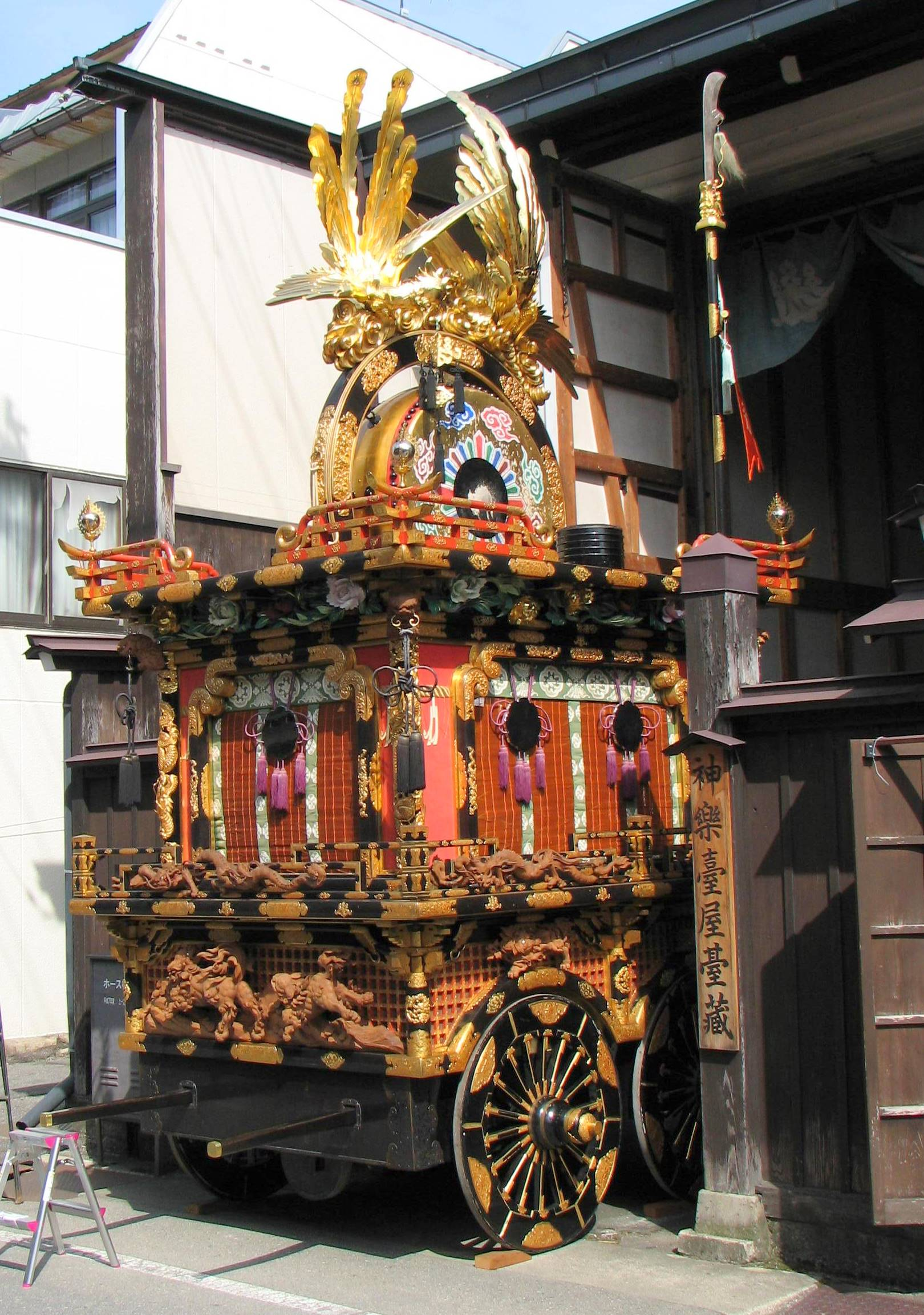
Char du Sanno matsuri.

La ville de Takayama est associée à des amulettes que l'on nomme sarubobo, qui sont traditionnellement passées de grand-mère à petites-filles.
La ville possède un musée d'Art nouveau exposant des œuvres d'Émile Gallé, Charles Rennie Mackintosh, Jacques Majorelle, Josef Hoffmann, mais aussi du Corbusier. Son architecture sobre, moderne et blanche s'accorde parfaitement avec les sommets enneigés des alentours.
La ville de Takayama est connue au Japon pour ses festivals qui sont parmi les trois plus beaux du Japon (avec le Gion matsuri de Kyōto et le festival de nuit de Chichibu dans la préfecture de Saitama). Ils se déroulent les 14 et 15 avril (Sannō matsuri) ainsi que les 9 et 10 octobre (Yahata matsuri). Dans ces festivals défilent des chars décorés appelés yatai.

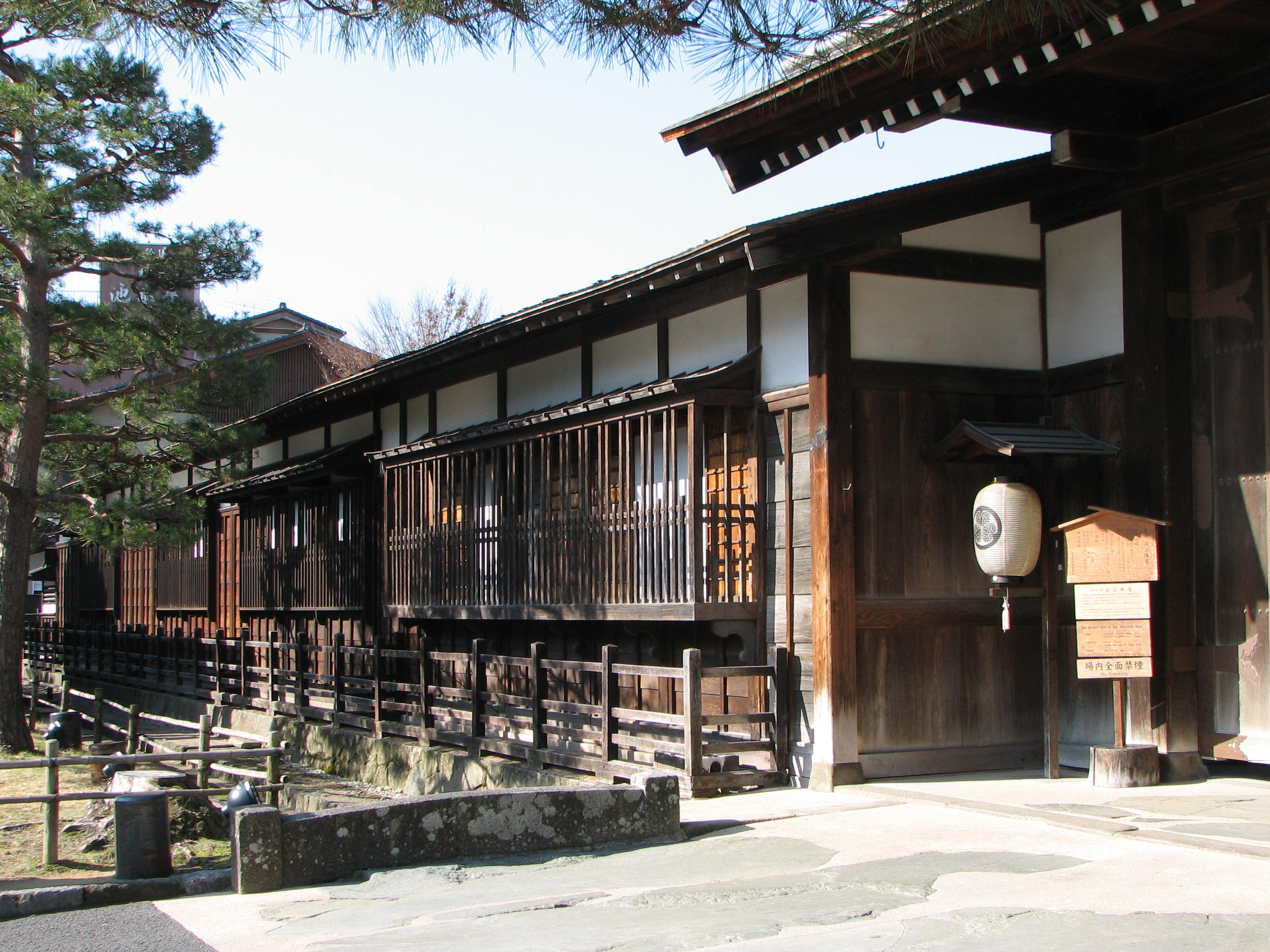
Takayama-jinya.

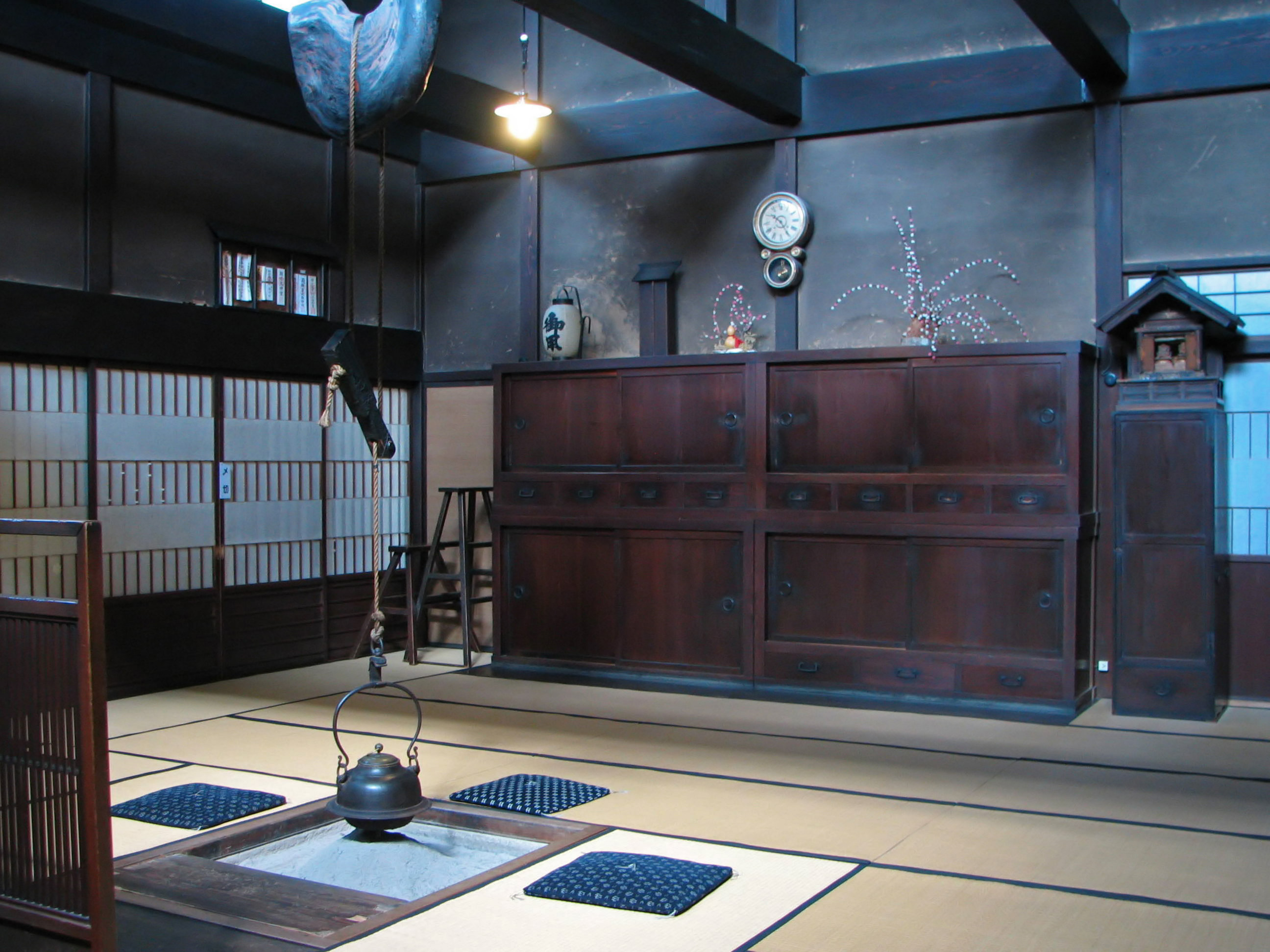
Maison classée Kusakabe.

- Le parc Shiroyama (城山公園, Shiroyama-kōen?) a été construit en 1996 par la préfecture de Gifu. Il se situe au-dessus des ruines du château de Takayama. Il est d'une superficie de 5 280 m2. C'est un lieu pour pratiquer le hanami.
- Le Teramachi (quartier des temples). On y trouve quatorze temples.
- Le Kokubun-ji est un temple fondé en 746 par l'empereur Shomu.
- La pagode à trois niveaux, érigée en 1821.
- Le village traditionnel de Hida (飛騨民俗, Hida minzokumura?) est à quelques kilomètres de Takayama. C'est un village reconstitué, qui montre la vie à la campagne au Japon au début du XXe siècle. Le village est constitué de maisons traditionnelles japonaises minka en toit de chaume de style gasshō-zukuri (合掌造り?, littéralement : mains qui prient).
- Le Sanmachi suji : c'est un quartier pittoresque de la ville qui abrite de nombreuses tavernes et boutiques.
- Le Takayama-jinya : c'était le siège du gouvernement de l'ancienne province de Hida durant la période des shoguns Tokugawa.
- Le yataï kaïkan (屋台会館?) est un musée au sujet des yatai.
- Tous les 9 août a lieu le festival de feux d'artifice Tezutsu (tirés à la main) sur une plateforme disposée sur la rivière Miya.

Entre Takayama et Kanazawa, deux sites Unesco remarquables, les villages-musées de Gokayama et Shirakawa-gō.

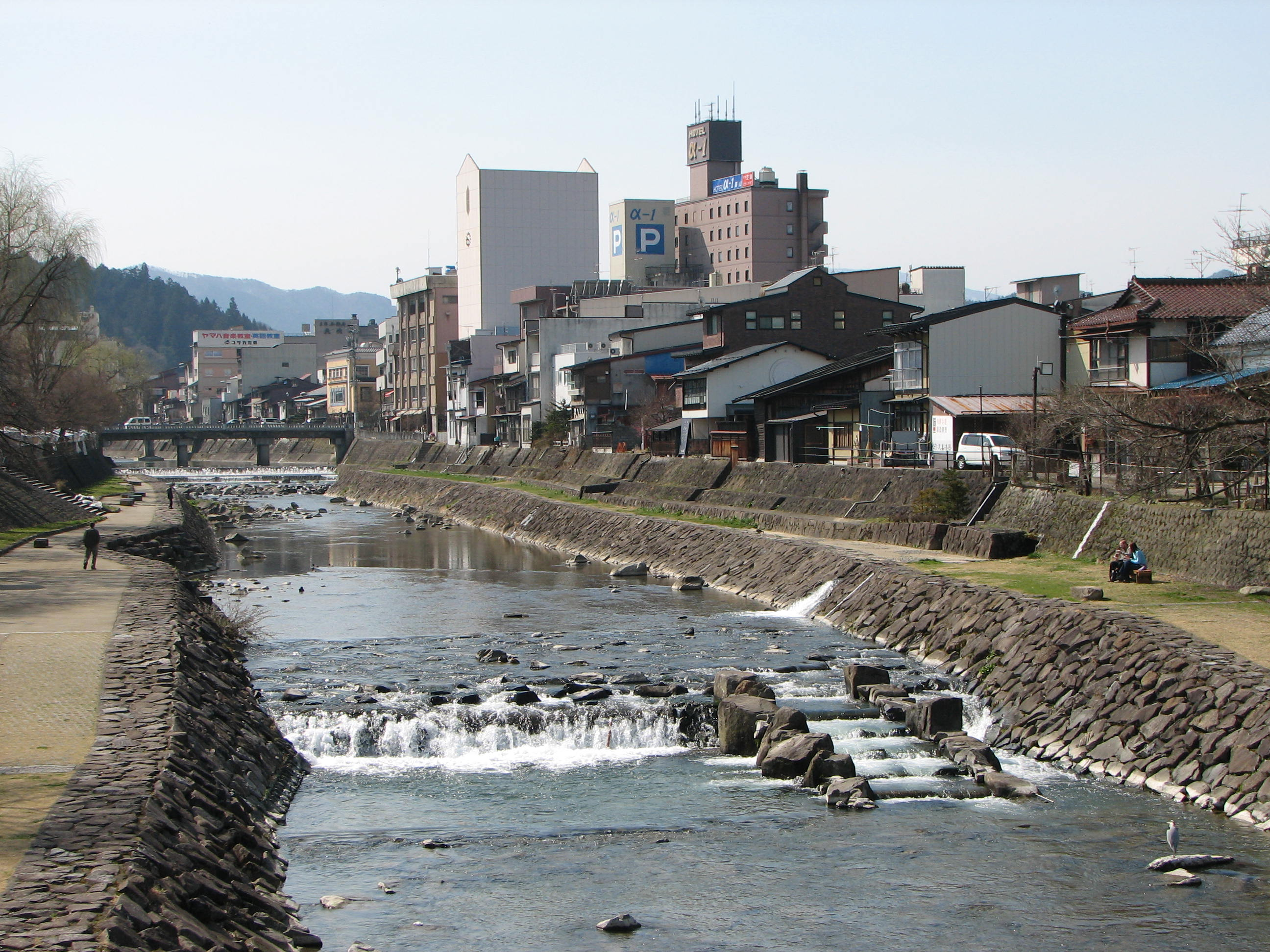
Rivière Miyagawa.
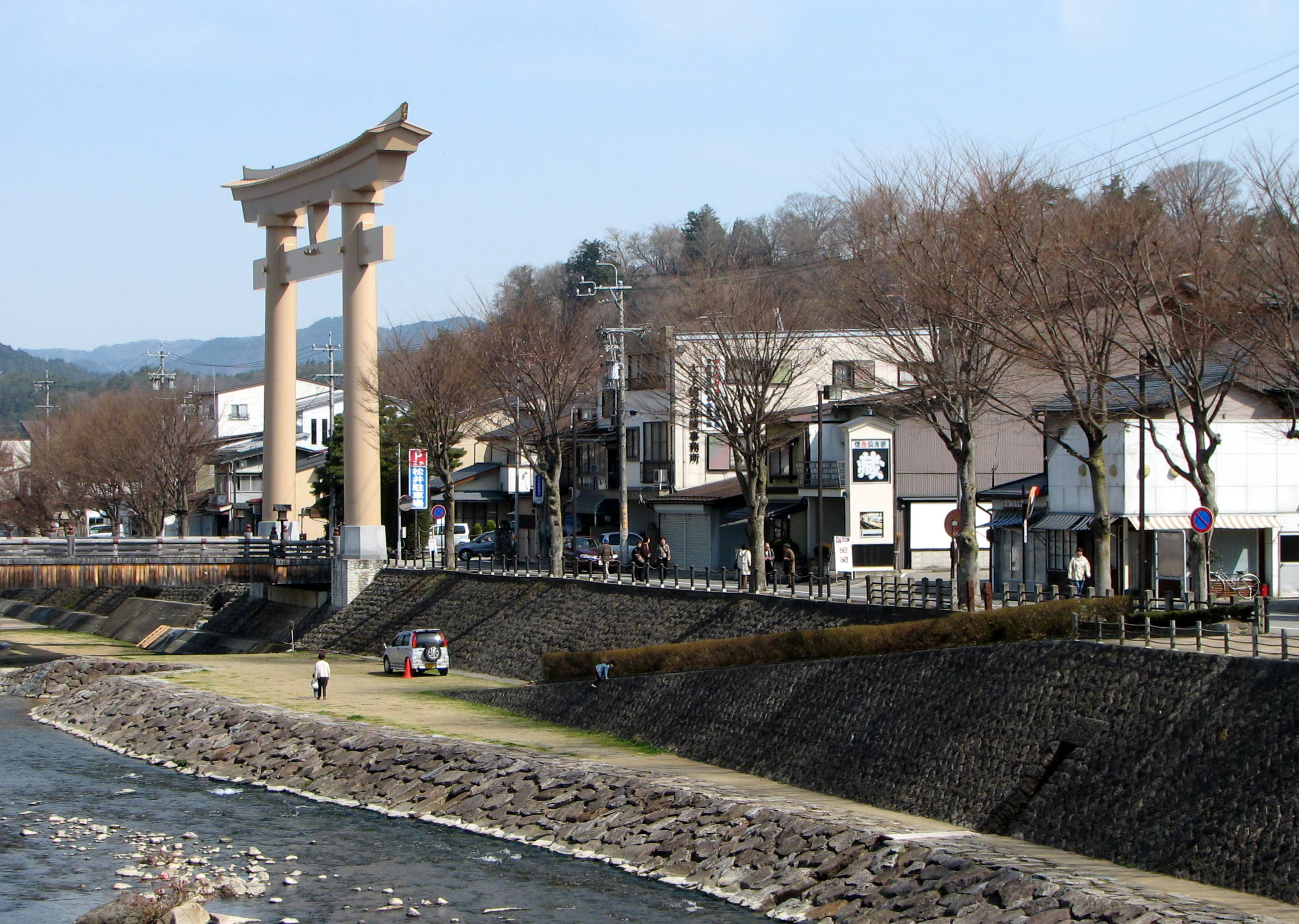
Torii sur la rivière Miyagawa.
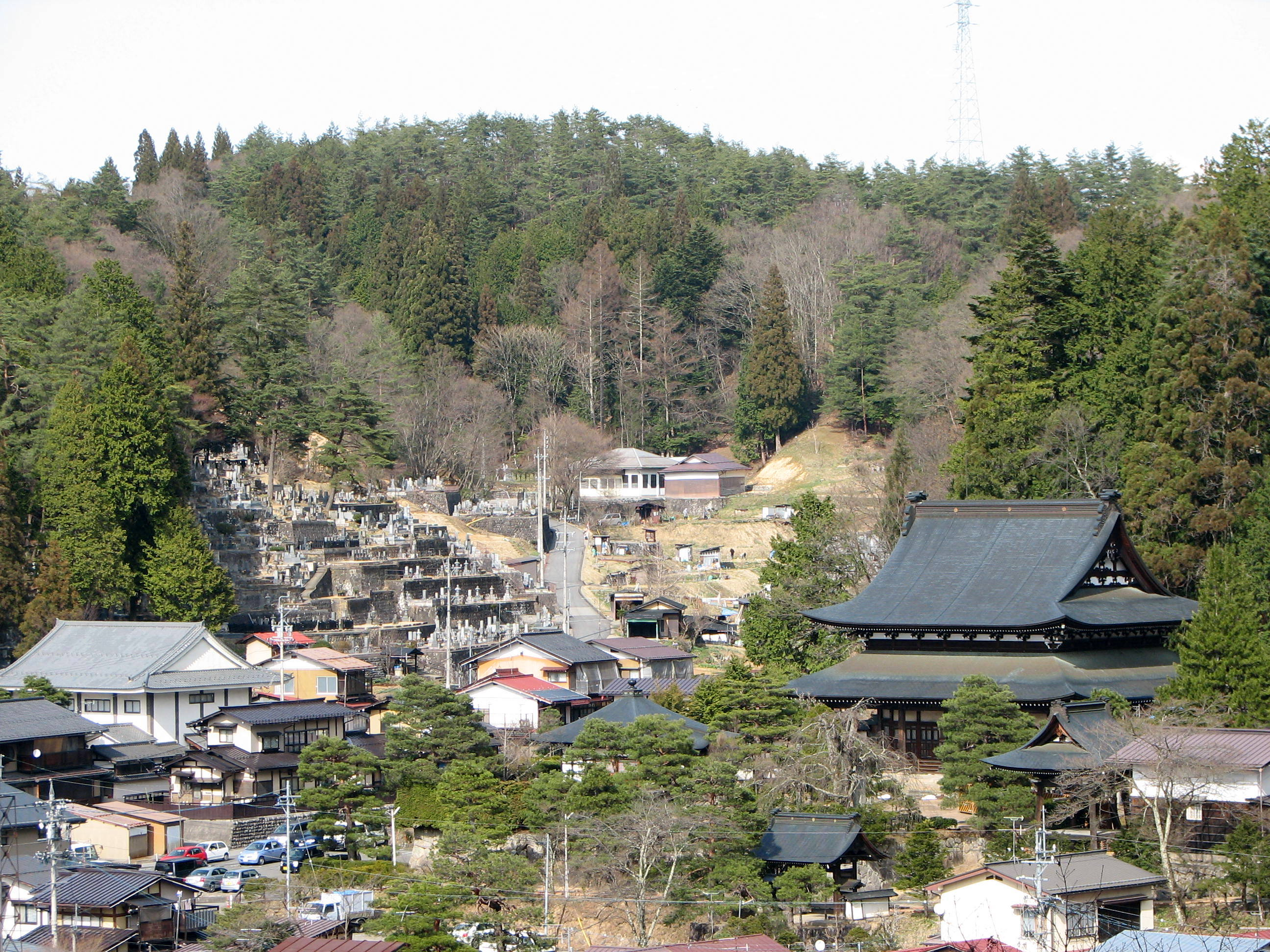
Quartier Higashiyama.
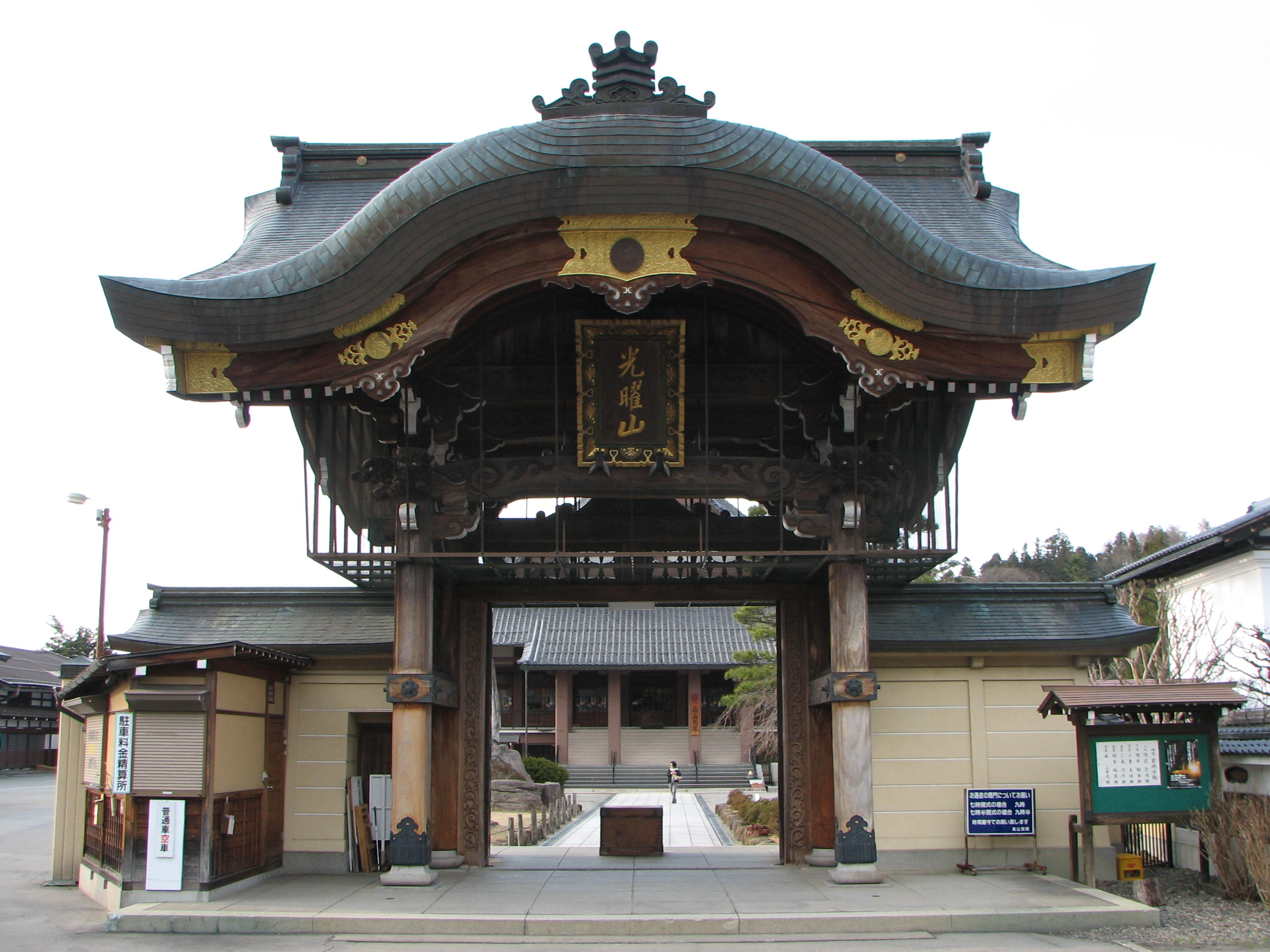
Porte du temple Betsuin.
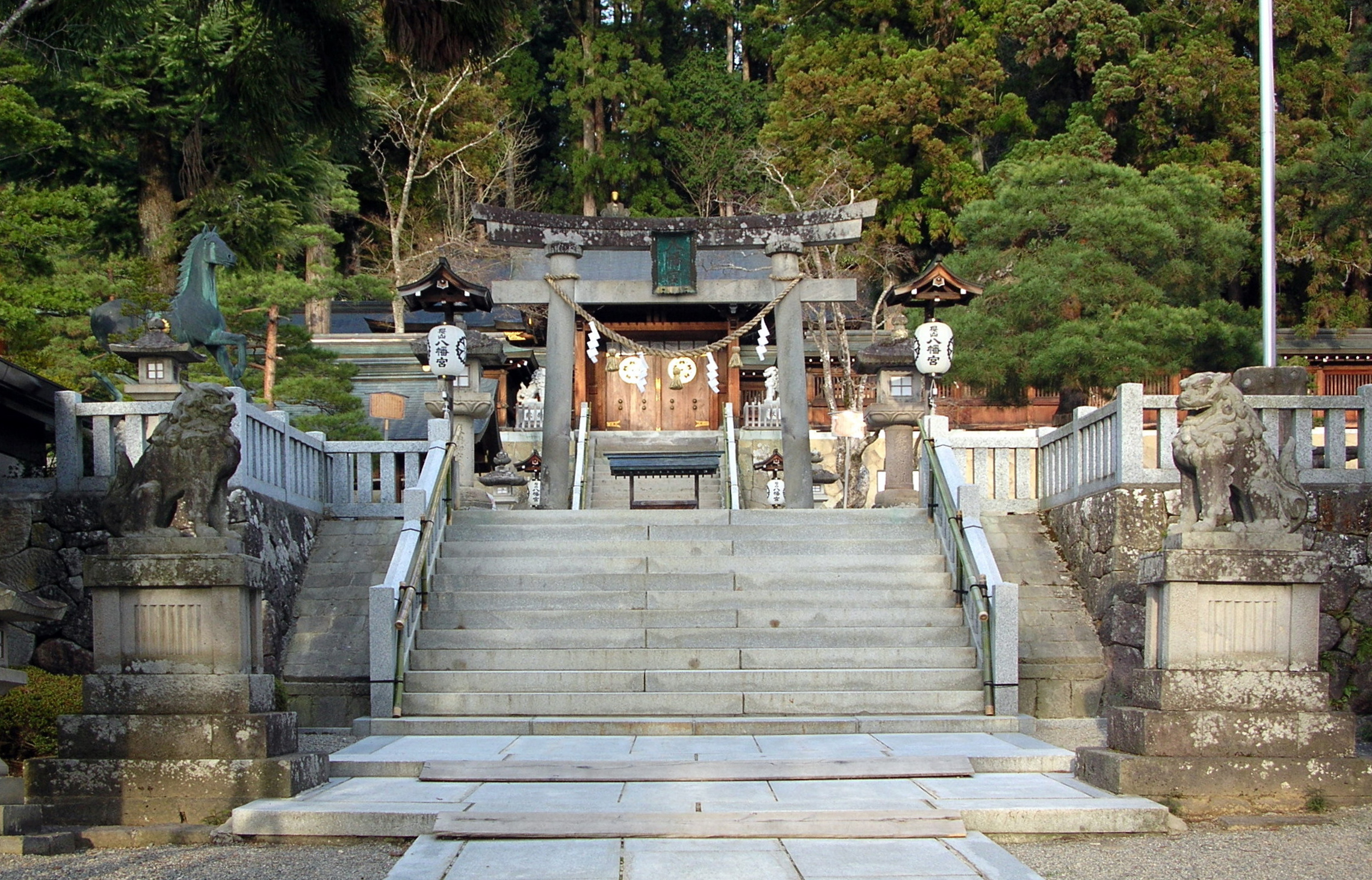
Entrée du sanctuaire de Sakurayama.
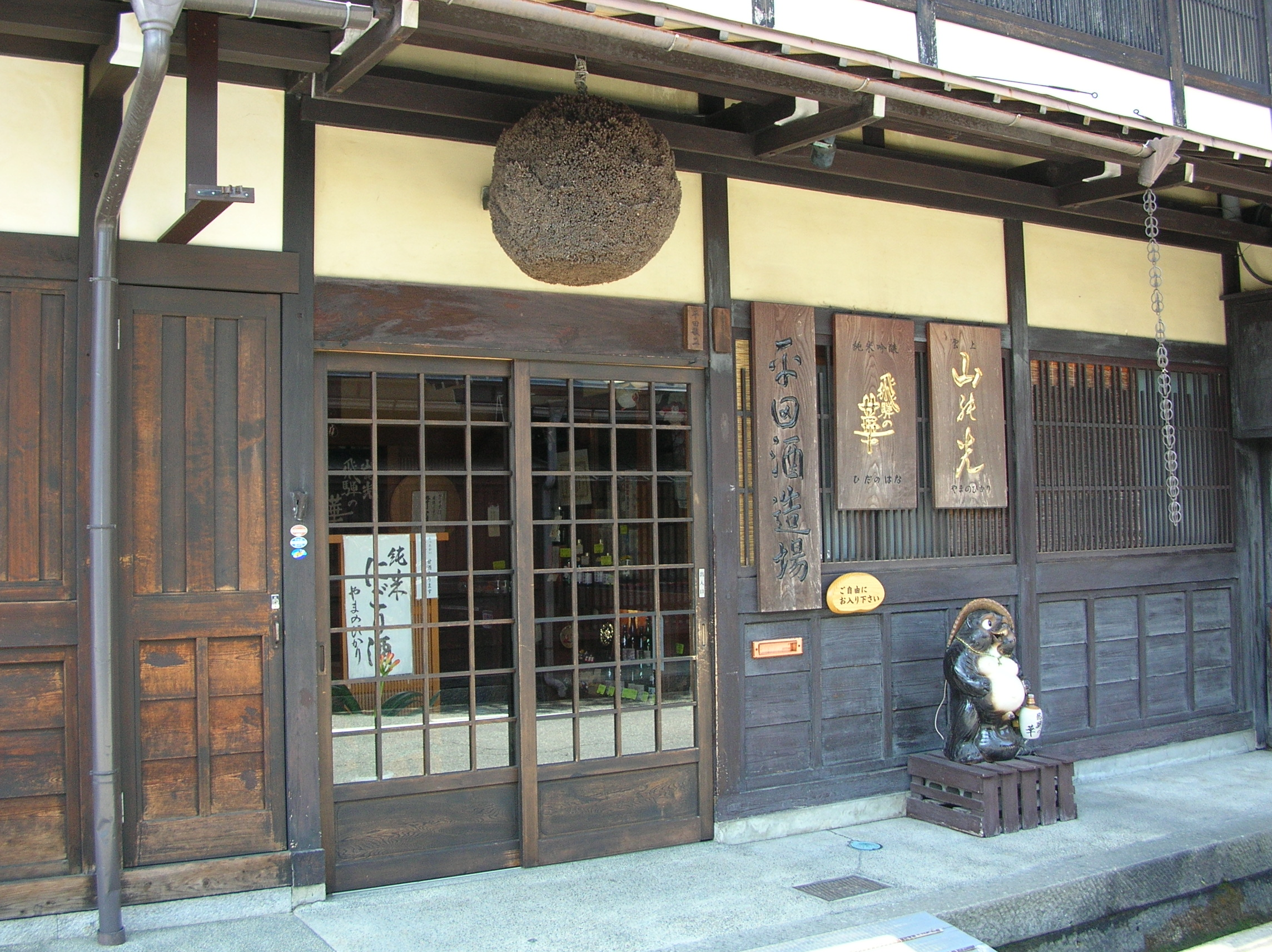
Brasserie de saké.
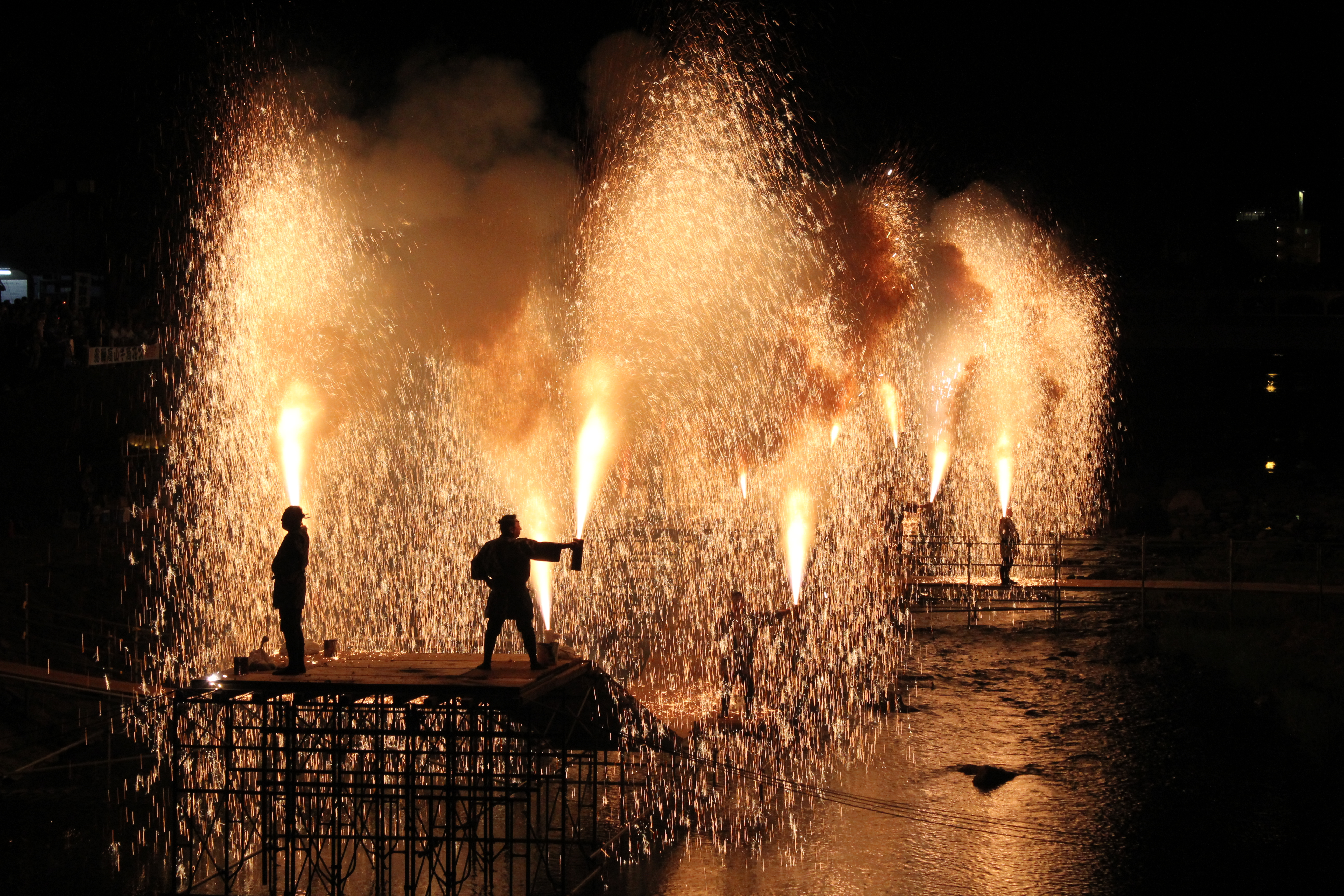
Feu d'artifice Tezutsu.
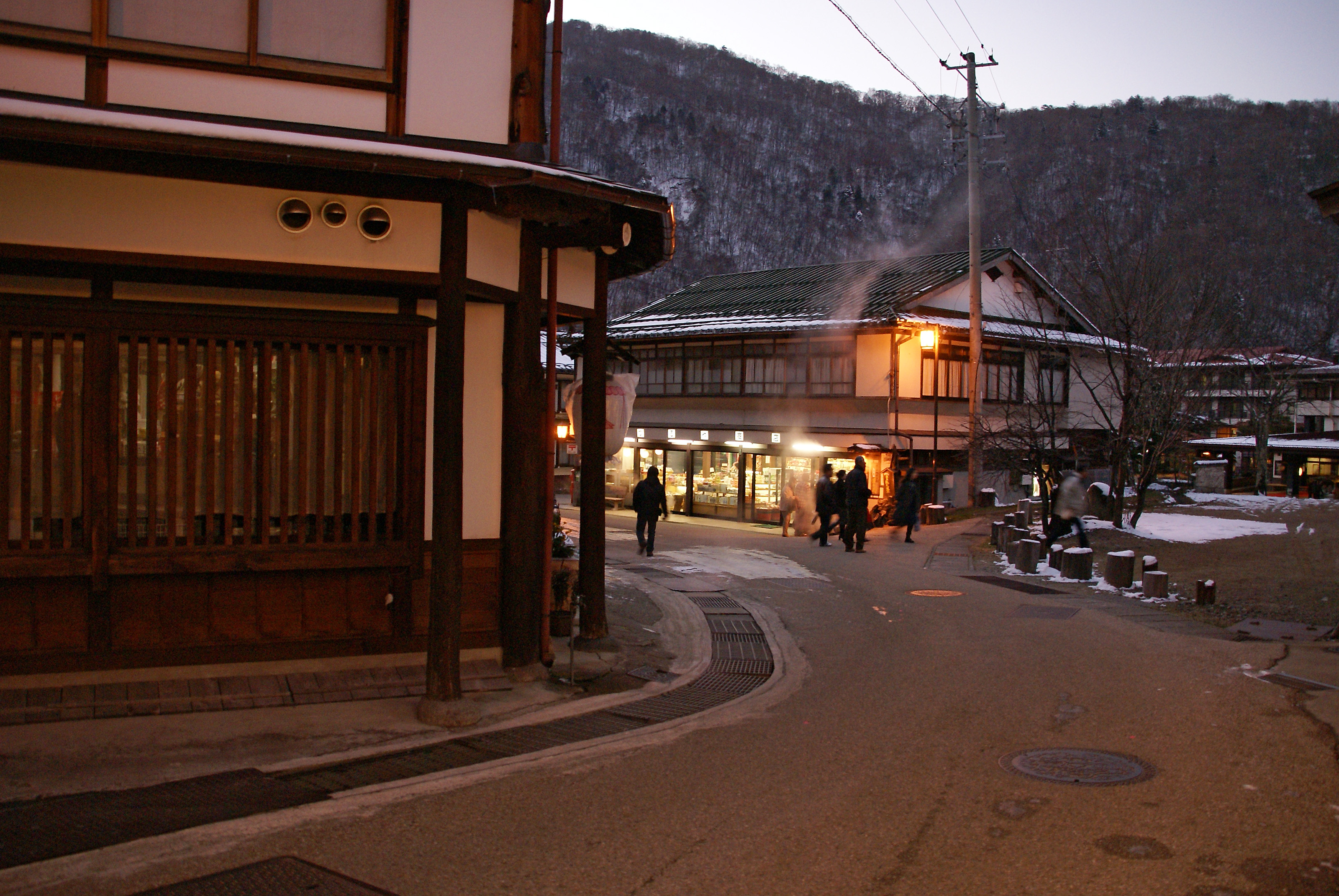
Hirayu onsen.
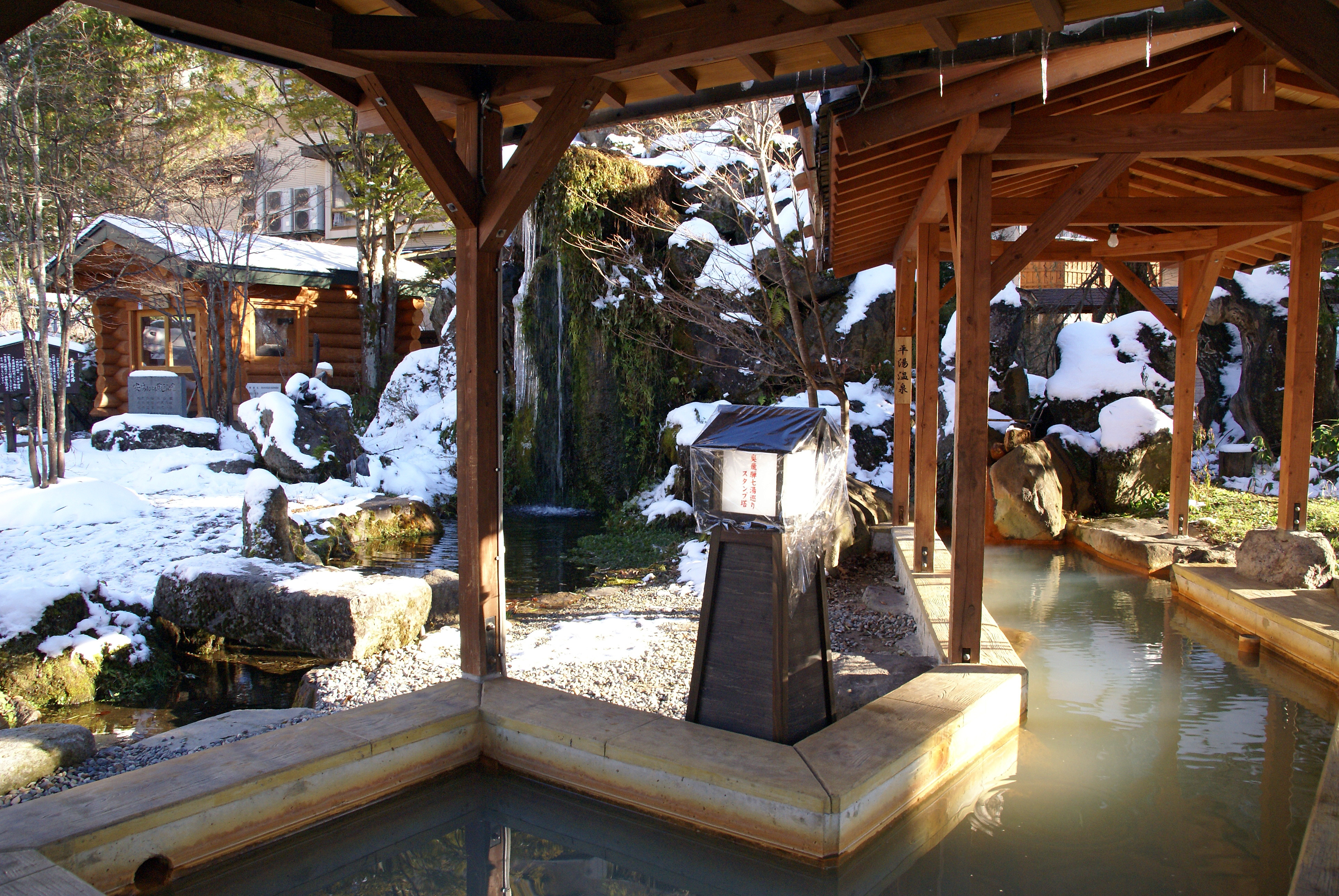
Hirayu onsen.
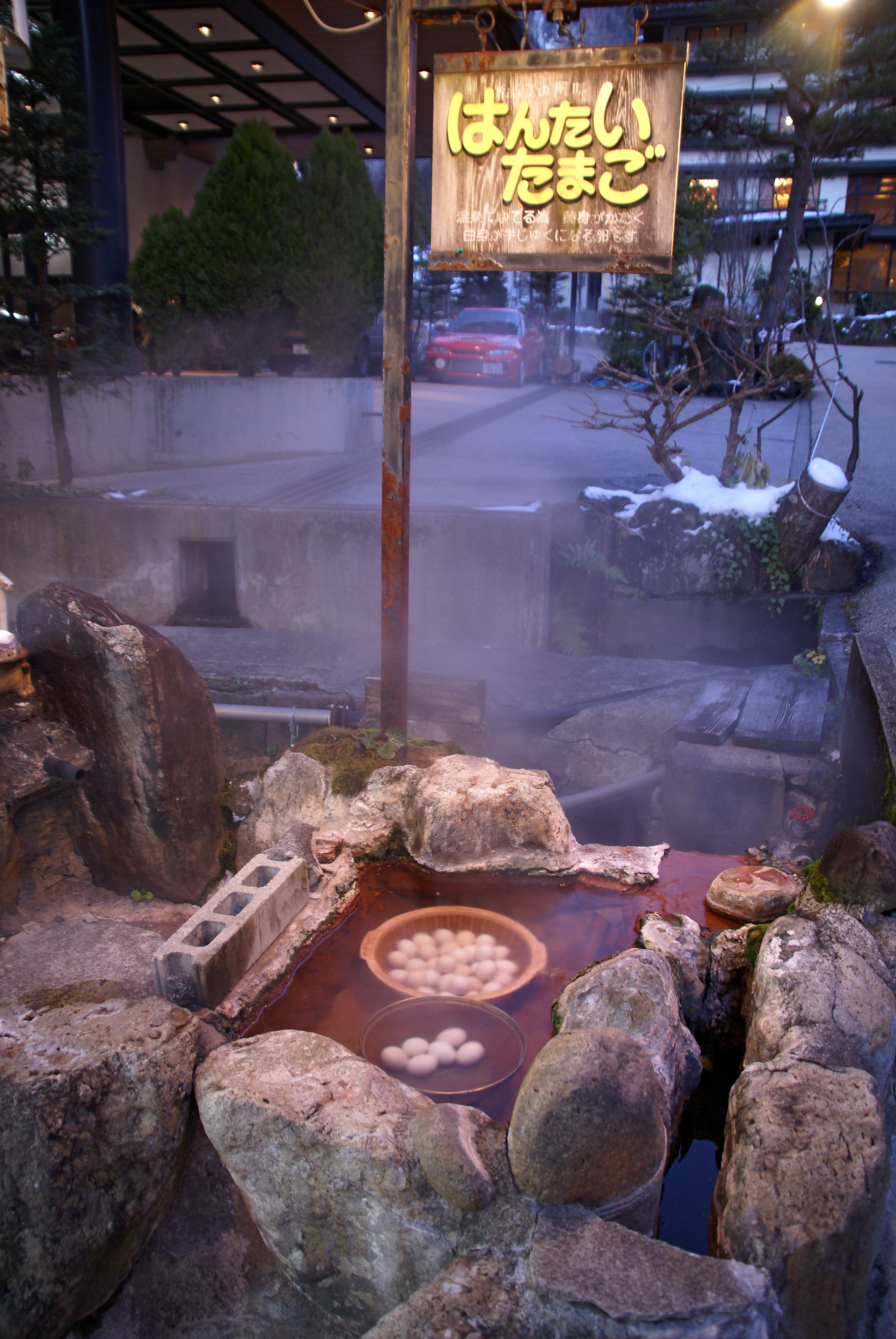
Onsen, cuisson d'œufs à la coque.
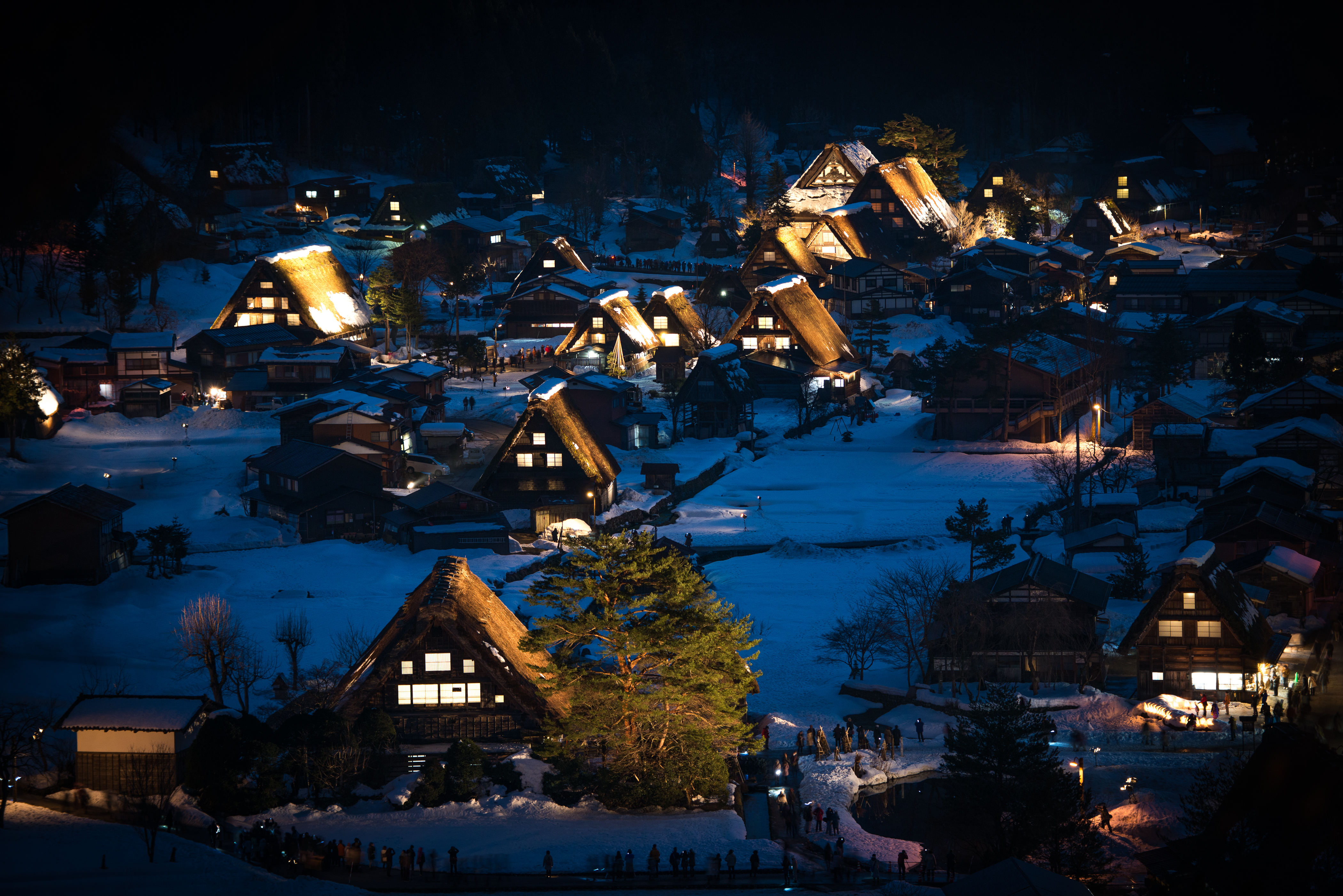
Shirakawa-gō.

### Gastronomie
La région de Hida est célèbre pour son bœuf, un des meilleurs du Japon avec celui du Kansai.
Takayama produit un saké (alcool de riz) d'excellente qualité grâce à la bonne qualité du riz de la région et de l'eau minérale des montagnes.
La grande différence des températures entre le jour et la nuit favorise la culture des fruits et des légumes qui sont très utilisés dans la cuisine locale.
Une autre spécialité de Takayama est le hoba miso. On fait cuire dans une feuille de magnolia posée sur la grille d'un shichirin, un petit barbecue à charbon, remplie de miso, des légumes de saison, de la viande ou du tofu.

## Transports
La ville est desservie par de nombreuses routes nationales 41 (国道41号), 156 (国道156号), 158 (国道158号), 257 (国道257号), 361 (国道361号), 471 (国道471号) et 472 (国道472号).
La gare de Takayama est desservie par les trains de la ligne principale Takayama.

## Symboles municipaux
L'arbre qui symbolise la ville est le rhododendron.